# Christine McIntyre
Christine Cecilia McIntyre (Nogales, 16 de abril de 1911- † Van Nuys 8 de julio de 1984) fue una actriz, comediante y licenciada en canto estadounidense.
McIntyre es recordada principalmente como la hermosa actriz rubia que apareció en muchos de los cortos de The Three Stooges entre 1944 y 1954 producidos por Columbia Pictures, siendo una de sus actrices secundarias más importantes en la carrera del grupo cómico.

## Biografía
Estudió canto en el Chicago Musical College, donde recibió su diploma de licenciada en música en 1933. Actuó en radio y en escena, y después para algunos cortos de RKO. Christine se unió al Departamento de Cortos de Columbia Pictures en 1943, aunque había estado apareciendo en numerosas películas desde 1937.
Inicialmente sus trabajos no fueron encontrados, pero en Monogram un aluvión de sus créditos interpretativos saltaron a la palestra. Su fuerte en esa época eran los westerns, apareciendo en muchos de ellos, la mayoría junto a Johnny Mack Brown y Buck Jones.
La bellísima actriz tuvo más de 120 créditos en pantalla, incluyendo largometrajes como The Gentleman From Texas (1946) y Valley Of Fear (1947). A pesar de su adorable voz melodiosa, su talento para el canto rara vez fue usado en su carrera interpretativa.
El enorme talento de Christine pudo demostrarse especialmente en los cortometrajes protagonizados por Los Tres Chiflados en Columbia Pictures, convirtiéndose en un ícono dentro de la filmografía de estos. Con una gran versatilidad supo llevar sus personajes a extremos encarnando alternativamente roles de buena, mala y malísima.
La resurgente popularidad de las comedias de Los Tres Chiflados le dio (aunque tardía y póstumamente) el reconocimiento y la admiración que inexplicablemente la esquivaron durante sus años prolíficos y roles en Hollywood. A pesar de su inusual belleza física, sus excelentes dotes artísticas y enorme carisma personal, ella nunca tuvo la oportunidad de estrellato que se hubiera esperado de alguien de su calibre. Su talento cómico y timing (finamente pulidos) atrajo a aficionados de la comedia, quienes empezaron a comprender que se trataba de una comediante por demás subestimada. También poseía una maravillosa voz siendo una cantante de excepción.
Su adorable figura apareció en alrededor de 90 cortos para Columbia, muchos con Los Tres Chiflados. También actuó junto a Andy Clyde, El Brendel, Harry Langdon, Hugh Herbert y muchos otros.
Años después de su época con los chiflados. Christine comentaría una anécdota entrañable que tuvo con Shemp. Durante el episodio "Brideless Groom" (Novio sin novia), había una escena cómica en la que Christine tenía que dar una bofetada a Shemp. La escena se tuvo que repetir más de 10 veces debido a que ella contenía su fuerza, pues temía lastimar a su compañero. Sin embargo, el mismo Shemp le comentaría amablemente: "No te preocupes, recuerda es parte de la escena, no temas, yo estaré bien. Procede a hacerlo, no te preocupes por mi". Christine, muy a su pesar, soltó el golpe hacia Shemp que acabó en el piso (en parte por movimientos hechos por el). Cuando la escena se cortó, Christine corrió hacia Shemp a preguntarle si estaba bien (incluso disculpándose), pero Shemp se levantó sin mucho esfuerzo y le dijo "Excelente, Christine, lo hiciste muy bien, la escena quedó como debe, te felicito". Esta anécdota la recordó muchos años después con afecto, pues decía que Shemp era todo un gran compañero y todo un caballero detrás de escena.
Christine dejó el mundo del espectáculo a fines de los 50 y se casó con J. Donald Wilson, un escritor, director y productor pionero de los primeros años de la radio. Él murió el 26 de enero de 1984 de un infarto. En toda esta etapa posterior a la actuación, ella se dedicó a la venta de bienes raíces.
El 8 de julio de 1984, Christine McIntyre murió de cáncer en Northridge, California. Tenía setenta y tres años de edad.

## Filmografía
- Of Cash and Hash (1955) ... como Gladys
- Scotched in Scotland (1954) ... como Lorna Doone
- The Fire Chaser (1954)
- Knutzy Knights (1954) ... como la Princesa Elaine
- Pals and Gals (1954) ... como Nell
- Doggie in the Bedroom (1954)
- Bubble Trouble (1953) ... como Serena Flint
- Oh, Say Can You Sue (1953) ... como Mrs. Jack (Betty) Wilson
- Mark Saber ... episodio "The Case of the Hair of the Dog" (1952) ... como Lanie Winters
- The Gink at the Sink (1952) ... como Pearl
- The Range Rider (3 episodios, 1951-1952)
  - Outlaw Masquerade (1952) TV episodio ... como Belle Clayton
  - Marked Bullets (1951) TV episodio ... como Sharon
  - Red Jack (1951) TV episode ... como Ruby Doyle
- Boston Blackie ... como Peggy (1 episodio, 1951)
  - "The Devil's Daughters" (1951) TV episodio ... como Peggy
- Racket Squad ... episodio "The Case of the Vain Woman" (1951) ... como Mrs. Abercrombie
- She Took a Powder (1951)
- Wanted: Dead or Alive (1951) ... como 'Spangles' Calhoun
- Wine, Women and Bong (1951)
- Colorado Ambush (1951) ... como Mae Star
- Gasoline Alley (1951) ... como Myrtle
- From Rogues to Riches (1951) ... como la esposa de Kennedy
- Studio Stoops (1950) ... como Dolly Devore
- A Blunderful Time (1950)
- Three Hams on Rye (1950) ... como Janiebelle
- Innocently Guilty (1950) ... como Mrs. Helen Pogglebrewer
- A Modern Marriage (1950) ... como una enfermera
- Love at First Bite (1950) ... como Katrina
- Dopey Dicks (1950) ... como Louise
- Hugs and Mugs (1950) ... como Lily
- His Baiting Beauty (1950) ... como Mrs. Harry Von Zell
- Punchy Cowpunchers (1950) ... como Nell
- French Fried Frolic (1949) ... como Paulette
- Super-Wolf (1949)
- Vagabond Loafers (1949) ... como Mrs. Allen
- Waiting in the Lurch (1949)
- Clunked in the Clink (1949) ... como "La Rubia"
- Fuelin' Around (1949) ... como Miss Sneed
- Microspook (1949)
- Flung by a Fling (1949) ... como Mrs. Schilling
- Trapped by a Blonde (1949)
- Who Done It? (1949) ... como la sobrina de Goodrich
- He's in Again (1949) ... como la hija del jefe
- Parlor, Bedroom and Wrath (1948)
- Crime on Their Hands (1948) ... como Bea
- A Pinch in Time (1948)
- The Hot Scots (1948) ... como Lorna Doone
- The Sheepish Wolf (1948) ... como Susan (Tía Susy) Pringle
- Jitter Bughouse (1948) ... como Myrtle
- Tall, Dark and Gruesome (1948)
- Squareheads of the Round Table (1948) ... como la Princesa Elaine
- Two Nuts in a Rut (1948) ... como Mrs. Higgins
- Shivering Sherlocks (1948) ... como Gladys Harmon
- Radio Romeo (1947) ... como la esposa de Harry
- Gun Talk (1947) ... como Daisy Cameron
- Wedlock Deadlock (1947) ... como Betty
- All Gummed Up (1947) ... como Mrs. Cerina Flint
- Wife to Spare (1947) ... como Honey Jackson
- Should Husbands Marry? (1947) ... como Mrs. Hugh
- Wedding Belle (1947) ... como Mrs. Lane
- Hectic Honeymoon (1947)
- Brideless Groom (1947) ... como Miss Hopkins
- The Secret Life of Walter Mitty (1947) ... como Miss Blair
- News Hounds (1947) ... como Jane P. Connelly
- Land of the Lawless (1947) ... como Kansas City Kate
- Out West (1947) ... como Nell
- Two Jills and a Jack (1947)
- Bride and Gloom (1947)
- Valley of Fear (1947) ... como Joan Travers
- Hot Heir (1947)
- Meet Mr. Mischief (1947) ... como Mrs. Von Zell
- Rolling Down to Reno (1947) ... como Mary Crissman
- Three Little Pirates (1946) ... como Rita
- Slappily Married (1946)
- Honeymoon Blues (1946) ... como Betty Lou Herbert
- Society Mugs (1946) ... como Muriel Allen
- Pardon My Terror (1946)
- Mr. Wright Goes Wrong (1946)
- Hot Water (1946) ... como Mrs. Dolly Malloy
- The Gentleman from Texas (1946) ... como Flo
- Behind the Mask (1946) ... como Bit Part
- The Three Stooges (1946) ... como Nell the Blacksmith
- Jiggers, My Wife (1946) ... como Trixie
- Get Along Little Zombie (1946) ... como Millie Mulligan
- When the Wife's Away (1946)
- The Blonde Stayed On (1946)
- Frontier Feud (1945) ... como Blanche Corey
- Micro-Phonies (1945) ... como Alice Andrews
- The Crimson Canary (1945)
- Where the Pest Begins (1945) ... como Annie Batts
- The Mayor's Husband (1945)
- Wife Decoy (1945) ... como Blanche Hawkins
- Pistol Packin' Nitwits (1945) ... como Queenie Lynch
- Off Again, on Again (1945) ... como Edith
- Three Pests in a Mess (1945) ... como la secretaria de Cheatham
- Woo, Woo! (1945)
- No Dough Boys (1944) ... como Celia Zweiback
- A Knight and a Blonde (1944) ... como La Prometida
- Open Season for Saps (1944)
- Kansas City Kitty (1944)
- Wedded Bliss (1944)
- West of the Rio Grande (1944) ... como Alice Darcy
- Louisiana Hayride (1944) ... como Christine
- His Hotel Sweet (1944) ... como Mrs. Jack Norton
- Mopey Dope (1944) ... como vecina rubia
- Crazy Like a Fox (1944) ... como la primogénita del potentado
- Defective Detectives (1944)
- Partners of the Trail (1944) ... como Kate Hilton
- His Tale Is Told (1944) ... como Mrs. A. S. Steele
- Doctor, Feel My Pulse (1944) ... como Sandra Stevens
- To Heir Is Human (1944) ... como Velma
- Who's Hugh? (1943) ... como Mrs. Herbert
- Idle Roomers (1943) ... como Mrs. Leander
- Garden of Eatin (1943)
- The Stranger from Pecos (1943) ... como Ruth Martin
- Border Buckaroos (1943) ... como Betty Clark
- Cinderella Swings It (1943) ... como la secretaria
- Dawn on the Great Divide (1942) ... como Mary Harkins
- Riders of the West (1942) ... como Hope Turner
- Rock River Renegades (1942) ... como Grace Ross
- Man from Headquarters (1942) ... como la chica del telégrafo
- Forbidden Trails (1941) ... como Mary Doran
- The Gunman from Bodie (1941) ... como Alice Borden
- Blondie Takes a Vacation (1939) ... como una cantante
- Missing Daughters (1939) ... como Ruth
- The Rangers' Round-Up (1938) ... como Mary
- Sea Racketeers (1937) (no acreditada) ... como Mrs. Wilbur Crane
- Swing Fever (1937)